# Delgamma calorifica
Delgamma calorifica là một loài bướm đêm trong họ Erebidae.